# Astiphromma dorsale
Astiphromma dorsale är en stekelart som först beskrevs av Holmgren 1860.  Astiphromma dorsale ingår i släktet Astiphromma och familjen brokparasitsteklar. Arten är reproducerande i Sverige. Utöver nominatformen finns också underarten A. d. nigrithorax.